# Alberto Monaci
Alberto Monaci (Asciano, 28 gennaio 1941 – Siena, 14 novembre 2024) è stato un politico italiano, deputato nel corso della X legislatura, consigliere regionale della Toscana, dal 2010 al 2015 Presidente del Consiglio regionale della Toscana.

## Biografia
Di professione bancario, ha lungamente militato nella Democrazia Cristiana, nelle cui file viene eletto deputato alle elezioni politiche del 1987, nella circoscrizione della Camera dei deputati Arezzo-Siena-Grosseto. Dopo l'elezione si è iscritto al gruppo parlamentare della Democrazia Cristiana. Nel corso del mandato parlamentare, durante la X legislatura, è stato componente della Giunta delle elezioni. È stato altresì membro, seppur in modo non continuativo delle Commissioni Difesa, Bilancio e Lavoro della Camera.
Dopo lo scioglimento della DC aderisce al PPI, di cui è prima vicesegretario e poi segretario regionale in Toscana. Nel 1998 è eletto consigliere comunale a Siena, dove ricopre il ruolo di capogruppo del PPI. Dal 2001 confluisce nella Margherita di cui è membro dell'Assemblea nazionale.
Alle elezioni regionali in Toscana del 2000 viene eletto consigliere regionale, confermando il proprio seggio anche dopo le elezioni del 2005 e del 2010, con il Partito Democratico. Il 23 aprile 2010, nel corso della prima seduta della IX Legislatura, viene eletto all'unanimità Presidente del Consiglio regionale della Toscana.